# Houstonville (Alabama)
Houstonville est une communauté non-incorporée des États-Unis située dans le comté de Baldwin, en Alabama.
Elle fait partie de l'aire micropolitaine de Daphne–Fairhope–Foley.

## Géographie
La communauté se trouve à une altitude moyenne de 34 mètres.